# Exécutions de Kallikrátis
Les exécutions de Kallikrátis, en grec moderne : εκτελέσεις στον Καλλικράτη / ektelésis ston Kallikráti se réfèrent à l'exécution massive, par les forces nazies, pendant la Seconde Guerre mondiale, d'une trentaine de civils, pour la plupart des hommes, de Kallikrátis, en Crète du sud-ouest, le 8 octobre 1943. Kallikrátis a été déclaré village martyr, en octobre 2018.

## Contexte
Pendant les premiers mois de l'occupation de la Crète par l'Axe, l'organisation de résistance AEAK a son siège dans la maison du colonel Andreas Papadakis, à Vourvourés, un endroit situé entre Kallikrátis et Así Goniá. Plus tard, la résistance exploite une station de radio, cachée dans la grotte d'Anemospilios, qui se trouve près de la plaine de Lampronas, entre Kallikratis et Asfendos. Dans son livre The Cretan Runner, Geórgios Psychoundákis rapporte avoir séjourné dans cette grotte, au printemps 1942 et avoir été nourri par des Kallikrátiens.

## Exécutions
À la suite des massacres perpétrés, à la mi-septembre 1943, par la Wehrmacht à Viannos, le groupe de partisans de Manolis Bandouvas s'enfuit vers l'ouest, poursuivi par les Allemands. Leur intention est d'atteindre la plage de Rodakino, d'où les agents britanniques du SOE prévoient d'évacuer Bandouvas vers l'Égypte.
Au début du mois d'octobre 1943, le groupe Bandouvas se cache dans la région du mont Tsilívdikas, situé à la périphérie sud de Lefka Ori. Là, ils sont renforcés par deux groupes de partisans de Kallikrátis, dirigés par Níkos et Andréas Manousélis. Le 4 octobre 1943, les partisans affrontent et éliminent un détachement allemand près de leur cachette.
En représailles pour l'aide apportée, par les locaux, à Bandouvas, et de leur participation à la résistance, le commandant allemand de Crète, Bruno Bräuer, ordonne la destruction des villages de Kalí Sykiá (en) et Kallikrátis. Ainsi, le 6 octobre 1943, douze femmes sont brûlées vives à Kalí Sykiá. 
Peu après, le 8 octobre 1943, de puissantes forces de la Wehrmacht encerclent Kallikrátis après avoir envahi le plateau depuis différentes directions. Les Allemands sont accompagnés par le Jagdkommando Schubert, une unité paramilitaire sous le commandement du Sonderführer Friedrich Schubert, qui doit écraser la résistance crétoise en terrorisant les civils. Les habitants de Kallikrátis sont traînés hors de leurs maisons et conduits à l'église, menacés de mort en cas de désobéissance. Certains hommes sont abattus à l'extérieur de leur maison sous les yeux de leur famille, après avoir refusé d'obéir aux ordres. Une trentaine de civils sont exécutés au total, certains exécutés sporadiquement et la plupart dans une maison abandonnée du quartier nord de Pipilída (Πιπιλίδα),,. Néanmoins, plusieurs hommes qui avaient dormi dehors, dans les montagnes entourant le village par précaution, ont réussi à rester en sécurité.
Selon Xan Fielding pendant l'opération, le plateau était entouré de mitrailleuses qui dirigeaient un feu croisé intense au-dessus du niveau de la tête, décourageant toute tentative d'évasion. Des femmes et des enfants ont été détenus puis expulsés du village, dont les maisons ont été pillées puis incendiées. Une vingtaine de femmes sont transférées à la prison d'Agia près de La Canée, où elles restent détenues pendant un mois avant d'être libérées. 

## Conséquences
En commémoration de ces événements, Kallikrátis est déclaré village martyr, le 3 octobre 2018,

## Source de la traduction
- (en) Cet article est partiellement ou en totalité issu de l’article de Wikipédia en anglais intitulé « Kallikratis executions » (voir la liste des auteurs).